# Desire Marea
Desire Marea (KwaZulu-Natal) é artista multidisciplinar musical da África do Sul. Co-fundou o projeto FAKA, com Fela Gucci, com influências do gqom, género de música eletrónica baseado na junção do house com a síntese de ritmos tradicionais sul-africanos. Canta em inglês e em zulu e atuou em diversos festivais ao redor do mundo e ganhou prémio de Melhor Performance D&AD pelo seu single On The Romance of Being.

## Biografia
Desire Marea teve seu álbum de estreia inicialmente de forma independente, mas logo depois captou a atenção da Mute Records — uma editora musical reconhecida por seu espaço na história da música electrónica e que ergueu nomes como Depeche Mode, Goldfrapp, New Order ou Nitzer.
Nos primeiros anos de carreira, Desire fez parte do coletivo queer FAKA, que co-fundou em 2015, com sua dupla Fela Gucci. Com esse projeto, esteve em festivais como Sónar Festival em Barcelona, o CTM Festival na Alemanha, Roskilde na Dinamarca e Dark Mofo na Austrália.
Em 2016, sua parceria com Fela Gucci no FAKA, lança o seu primeiro EP Bottoms Revenge e logo em seguida lança Amaqhawe. Esses EPs exploram as profundidades das vivências do amor e romance para pessoas negras e queer.  Marea e Gucci estudaram em Amandawe, uma área rural no sul do KwaZulu-Natal, onde conheceram e se influenciaram pelo trabalho de artistas como Le1f, DonChristian, Mykki Blanco, e House of Ladosha que lhes inspira a criarem músicas e a se aventurarem nas artes performativas. A estética visual dos seus videoclipes incluindo o guarda roupa é uma referência ao trabalho de artistas como Simon Tseko Nkoli e Zanele Muholi, pois consideram importante referenciar pessoas que transformam suas comunidades e impactaram suas gerações. A arte de Marea também é celebrada através da moda e se inspira nas linguagens da opulência negra, descreve seu visual como a estética hiper real das novelas que eleva a negritude.
Desire começou seu projeto musical individual em 2020, com seu álbum de estreia, Desire, lançado em janeiro desse mesmo ano pela Izimakade Records, antes de ser relançado pela Mute Records. Também em 2020, Desire lançou o Nezimakade, projeto ao vivo com banda completa apresentado no Rewire Festival em Haia e no histórico Volksbühne Theatre em Berlim. 
Essa produção independente que retrata temas como a perda, liberdade, espiritualidade, o movimento e o amor.   E no verão de depois 2021 o álbum foi relançado pela editora Warp. Em 2021 o seu single “Tavern Kween” é nomeado pela Vogue como as 10 melhores músicas novas para Pride. A revista ainda classifica Desire como artista que está além dos radares de KwaZulu-Natal, que ampliou a voz da comunidade queer de Joanesburgo, e redefiniu a cena artística da África do Sul.
Em 2022, atuou no Teatro do Bairro Alto em Lisboa e e Serralves, no Porto. A tournée desse ano também passou por palcos e eventos de referência na Europa, incluindo o Meltdown de Grace Jones no Southbank Centre, em Londres. 
Em 2023, depois de estudar e se tornar sangoma - uma figura de cura espiritual dentro da cultura Nguni, grupo cultural da África austral - Desire Marea retorna e lança o single On the Romance of Being com uma banda de 13 membros em uma orquestra.
Também em 2023, lançou o single ''Be Free'' é um lamento e crítica a quem não aceita sua sexualidade, gravada com banda de estúdio ao vivo com 13 membros. Na música Desire reclama o seu direito à liberdade. 
No mesmo ano, performou no festival DARK MOFO na Austrália e a revista Rolling Stone classificou como dos melhores momentos do festival que hipnotizou o público e lhes permitiu um momento musical de cura espiritual.

## Discografia
- 2016 - Bottoms Revenge[13]
- Amaqhawe[13]

- 2021 - Desire[14]

- 2023 - Be Free[14]
- 2023 - On the Romance of Being[15]

## Prémio
- Melhor Performance D&AD pelo seu single On The Romance of Being[1]